# Calopterygidae
Calopterygidae Sélys, 1850 è una famiglia di libellule appartenente al sottordine degli Zigopteri.

## Distribuzione e habitat
La famiglia ha una distribuzione cosmopolita essendo presente in tutti i continenti escluso l'Antartide.

## Tassonomia
La famiglia comprende i seguenti generi:
- Archineura Kirby, 1894
- Atrocalopteryx Dumont, Vanfleteren, De Jonckheere & Weekers, 2005
- Bryoplathanon Garrison, 2006
- Caliphaea Hagen in Selys, 1859
- Calopteryx Leach in Brewster, 1815
- Echo Selys, 1853
- Hetaerina Hagen in Selys, 1853
- Iridictyon Needham & Fisher, 1940
- Matrona Selys, 1853
- Matronoides Förster, 1897
- Mnais Selys, 1853
- Mnesarete Cowley, 1934
- Neurobasis Selys, 1853
- Noguchiphaea Asahina, 1976
- Ormenophlebia Garrison, 2006
- Phaon Selys, 1853
- Psolodesmus McLachlan, 1870
- Sapho Selys, 1853
- Umma Kirby, 1890
- Vestalaria May, 1935
- Vestalis Selys, 1853